# Raajneeti
Raajneeti (राजनीति) è un film del 2010 diretto da Prakash Jha. Ha vinto il premio IIFA per il miglior attore non protagonista, Arjun Rampal.